# WhatsApp

WhatsApp — пропрієтарний месенджер для смартфонів. Дозволяє пересилати текстові повідомлення (дописи), зображення, відео та аудіо. Клієнт працює на платформах Android (окремих версіях), iOS, Series 40, Symbian (S60) і Windows Phone. В травні 2016 року був випущений клієнт для комп'ютерів під управлінням ОС MS Windows версії 8 та вище, MacOS версії 10.9 та вище та на Linux (WhatsApp for LInux).
Компанію, яка створила месенджер, заснували у 2009 році американський програміст українсько-єврейського походження Ян Кум з міста Фастова Київської області (Україна) і Браян Ектон у місті Санта-Клара, штат Каліфорнія (США).
У лютому 2014 року Facebook оголосив про намір придбати WhatsApp, у жовтні 2014 року операцію з придбання мобільного месенджера WhatsApp вартістю 19 млрд $ — було завершено. Ця купівля стала найбільшою угодою в індустрії стартапів, перевершивши найбільше до цього придбання Facebook — покупку сервісу Instagram за $1 млрд.

## Історія
Станом на лютий 2014 року, WhatsApp мав близько 400 млн користувачів. Станом на квітень 2012 року, за допомогою WhatsApp, щодня, пересилалося 2 млрд повідомлень, більше 10 млрд у серпні 2012 року і 64 млрд — у квітні 2014 року. На думку одного з авторів, опубліковану в Financial Times, додаток WhatsApp зробить з SMS те ж, що зробила програма Skype з міжнародними телефонними дзвінками. Як і у випадку зі Skype, програма повинна бути встановлена і у відправника, і в одержувача. Станом на грудень 2013 року, кількість активних користувачів додатка, становила 400 млн. У лютому 2020, кількість користувачів піднялася вище 2 млрд.
Завантаження месенджера і його використання є безкоштовним. У WhatsApp є браузерна версія для персональних комп'ютерів.
19 лютого 2014 року було оголошено про те, що компанія Meta Platforms (на той час — Facebook) придбала WhatsApp за $16 млрд ($12 млрд — акціями, $4 млрд — коштами). Крім того, упродовж чотирьох років, власники та працівники WhatsApp, зможуть отримати акцій Facebook, на загальну суму до $3 млрд. Ця покупка стала найдорожчою за усю історію Meta.
У грудні 2021 року було оголошено про підтримку переказів у криптовалюті. У месенджері було заплановано появу криптогаманця Novi. Спочатку функція стала доступною для жителів США. Meta закрила проєкт Novi у вересні 2022 року.
На початку липня 2023 року, як повідомило видання Tech Crunch, в WhatsApp з’явилася можливість перенести історію листування з одного смартфона на інший за допомогою сканування QR-коду. Функція реалізована в оновлених версіях месенджера для iOS і Android.
13 вересня 2023 року, компанія WhatsApp оголосила про запуск каналів месенджера WhatsApp у понад 150 країнах. Найближчими місяцями функцію обіцяють зробити доступною для кожного користувача.

## Підтримка платформ
В листопаді 2009 року, після кількох місяців тестування, було запущено програму для iPhone, яка стала доступною для завантаження в App Store. В січні 2010 року з'явилась підтримка смартфонів на BlackBerry, а згодом, у травні того ж року — Symbian, у серпні того ж року - вийшла версія для Android.
У серпні 2011 року стартувала бета-версія програми для телефонів Nokia під управлінням OS Series 40, тобто не-смартфонів. Через місяць після цього з'явилась версія для Windows Phone, а у березні 2013 року — BlackBerry 10. У квітні 2015 року програма запрацювала на Tizen, ОС від Samsung. Неофіційна версія програми для системи MeeGo (Nokia N9) називалась Wazzap, програма для системи Maemo (Nokia N900) називалась Yappari. Найстаріший девайс, на якому можна запустити WhatsApp — Nokia N95 під керуванням Symbian, що вийшла в березні 2007 року.
В серпні 2014 року WhatsApp випустив апдейт, який дозволив програмі працювати з «розумними годинниками» Android Wear.
В 2014 році з'явився плаґін з відкритим кодом «Whatsapp-purple», який дозволяв спілкуватись через WhatsApp в Pidgin, використовуючи XMPP-протокол. Завдяки цьому з'явилась можливість користуватись програмою WhatsApp на комп'ютерах із системами Windows та Linux. WhatsApp відповіла на новину автоматичним блокуванням акаунтів номерів телефонів, які використовували цей плаґін.
21 січня 2015 року WhatsApp запустив WhatsApp Web [Архівовано 14 травня 2022 у Wayback Machine.], вебклієнт, який можна використовувати для спілкування у WhatsApp тільки тоді, коли телефон також знаходиться в мережі.
26 лютого 2016 року WhatsApp анонсував припинення підтримки платформи BlackBerry до кінця 2016 року.
Починаючи з 30 червня 2017 року, месенджер WhatsApp не оновлюється на старих смартфонах, оснащених BlackBerry OS, BlackBerry 10, Nokia S40 і Symbian S60. Очікується, що сам додаток ще буде працювати деякий час, проте отримання оновлень припиниться 30 червня, про що було зазначено в офіційному блозі месенджера.
1 лютого 2020 року припинилась підтримка додатка на смартфонах і планшетах з Android 2.3.7 і нижче.
З 24 жовтня 2023 року припинена підтримка Android-смартфонів з ОС Android від 4.1 до 4.4.4. Після припинення підтримки старіших версій, месенджер буде підтримувати нові ОС, починаючи з Android версії 5.0. Для ОС iOS актуальною буде підтримка тільки 12 версії й новіших варіантів.
На початку травня 2024 року WhatsApp отримав оновлення, яке вніс до месенджера свіжий дизайн та інші особливості та функції. Ключовими змінами виявилися введення нижньої панелі навігації на пристроях з ОС Android та оновлена палітра кольорів з метою зниження напруги  очей в умовах слабкого освітлення. Користувачі пристроїв з iOS помітили новий макет вкладень, який спрощує надсилання фотографій та відео. Оновлення також торкнулося піктограм всередині програми і фонового дизайну чатів, роблячи їх більш закругленими.
Наприкінці червня 2024 року, згідно зі звітом CanalTech, WhatsApp припинив підтримку на 35 моделях мобільних телефонів, що працюють на старіших версіях ОС від Google та Apple. Це означає, що користувачі цих пристроїв (який оприлюднений) більше не отримуватимуть оновлення додатку.
В липні 2024 року служба підтримки мобільної ОС KaiOS повідомила, що на початку 2025 року користувачі кнопкових телефонів з ОС KaiOS 2.5.4 та вище втратять можливість користуватися месенджером WhatsApp.
Починаючи з 24 лютого 2025 року, месенджер працюватиме лише на пристроях з iOS 14.1 та новіших версій. Наразі WhatsApp сумісний з iOS 12 та пізнішими версіями. Щодо пристроїв на базі Android, розробники поки не оголошували про припинення підтримки. Веб-сайт WhatsApp все ще вказує, що WhatsApp сумісний з Android 5.0 та новішими версіями ОС.
З 1 січня 2025 року месенджер WhatsApp стане недоступним для користувачів, чиї смартфони працюють на застарілих версіях Android, зокрема Android KitKat. Ідеться про наступні смартфони: Motorola: Razr HD, Moto G (1st Gen), Moto E 2014; Samsung: Galaxy Note 2, Galaxy S3, Galaxy S4 Mini, Galaxy Ace 3; LG: Optimus G, G2 Mini, Nexus 4, L90; HTC: Desire 500, Desire 601, One X, One X+; Sony: Xperia Z, Xperia T, Xperia SP, Xperia V.
З 5 травня 2025 року месенджер WhatsApp, після чергового оновлення, припиняє підтримку трьох популярних моделей смартфонів Apple — iPhone 5s, iPhone 6 та iPhone 6 Plus, а працюватиме лише на пристроях з iOS 15.1 або новішою версією.
З 1 червня 2025 року месенджер WhatsApp перестане працювати на застарілих смартфонах, включаючи моделі iPhone та пристрої на базі Android на iPhone з iOS 15.1 і більш ранніх версіях, а також на Android 5.0 і старіших версіях ОС. Зокрема WhatsApp перестане працювати на: iPhone 5s, iPhone 6, iPhone 6 Plus. Також можливі проблеми з доступом до месенджера можуть виникати у власників iPhone 6s, iPhone 6s Plus, iPhone SE (1-го покоління).

## Функції месенджера

### Відеодзвінки
В листопаді 2016 року WhatsApp запустив функцію відеодзвінків, вона стала доступною одразу для iPhone (починаючи з версії 8), Windows Phone та Android (від версії 4.1). Окрім приватних дзвінків, в бесіду також можна додавати інші контакти, створюючи груповий відеочат. Функція відеодзвінків є безкоштовною для всіх користувачів сервісу.
8 серпня 2023 року WhatsApp анонсував нову функцію — спільний доступ до екрана під час відеодзвінків. Нова функція дозволяє користувачам ділитися своїми документами, фотографіями та навіть кошиком для покупок з контактами, доступними під час відеодзвінків. Крім цього, WhatsApp запустив підтримку відеодзвінків в альбомному режимі.

### Відеоповідомлення
В червні 2023 року розробники месенджера WhatsApp почали тестувати функцію коротких відеоповідомлень. Портал WABetaInfo виявив у новій бета-версії застосунку WhatsApp для Android та iOS функцію надсилання коротких відеороликів тривалістю до 60 секунд. Надсилання відеоповідомлень реалізовано таким самим методом, як і в Telegram. Досить натиснути на значок мікрофона в чаті, щоб переключитися на режим відео, а потім утримувати іконку камери для запису. При цьому ролики надсилаються в кружечках, як у найпопулярнішому синьому месенджері. Варто зазначити, що пересилати відеоповідомлення через додаток неможливо. Усі вони шифруються наскрізним шифруванням, тому переживати за їхню конфіденційність не варто. Навіть розробники WhatsApp не можуть отримати до них доступ. Поки що нова фіча доступна тільки у версіях 23.12.0.71 для iOS і 2.23.13.4 для Android.

### Аудіочати
В листопаді 2023 року у месенджері WhatsApp з'явилася нова функція – аудіочати з можливістю участі до 32 осіб, що схоже на функціонал у Discord та Telegram. Зазначена інновація дозволяє швидко спілкуватися в реальному часі з учасниками групи, в якій можна приєднатися та залишитися за власним бажанням. Відмінність від звичайних групових дзвінків полягає в тому, що учасники можуть одночасно писати повідомлення в чаті. Активний аудіочат можливо спостерігати у верхньому кутку екрана, щоб не заважає користувачу одночасно використовувати месенджер. Якщо чат залишиться порожнім протягом години, він автоматично закривається, але будь-який учасник може його відновити. Однак, зазначена функція доступна лише на основному пристрої, до якого прив'язаний обліковий запис WhatsApp, для груп від 33 до 128 осіб, а телефонувати одночасно можуть до 32 учасників.

### Чати на основі штучного інтелекту
Наприкінці вересня 2023 року месенджер WhatsApp анонсував нову функцію, яка дозволяє групі користувачів у США експериментувати з чатами на основі ШІ, призначеними для допомоги людям у їхніх щоденних справах, надаючи їм поради та пропозиції. Нова функція — це кастомізація стікерів, генерація зображень на основі тексту та чат зі штучним інтелектом. WhatsApp працює над тим, щоб ще більше висвітлити цю функцію, і планує розширити випуск для більшої кількості користувачів у майбутньому. Зокрема, після встановлення останньої бета-версії WhatsApp для Android 2.23.24.26, яка доступна в магазині Google Play, було виявлено, що WhatsApp вже випускає новий ярлик для відкриття чатів ШІ. У чатах зі ШІ, користувачі мають змогу ставити питання з різних тем і брати участь у дебатах з унікальними персонажами, які висловлюють свої думки.

### WhatsApp Web
Програма офіційно стала доступною для роботи на комп'ютерах через вебклієнт, названий WhatsApp Web, про це у січні 2015 року написав Ян Кум на своїй сторінці в фейсбуці: «Наш вебклієнт — це просто розширення для вашого телефону: браузер віддзеркалює бесіди та повідомлення з вашого телефону — це означає, що всі ваші повідомлення досі живуть у вас в телефоні». Пристрій, на якому зареєстровано WhatsApp, мав і досі бути підключеним до інтернету, щоб у браузері працювала ця функція. Функція працює на всіх сучасних браузерах, окрім Internet Explorer. Інтерфейс WhatsApp Web побудовано за аналогією з інтерфейсом програми для Android. 
Станом на 21 січня 2015 року, вебверсія була доступна для користувачів платформ Android, BlackBerry та Windows Phone. Пізніше було додано підтримку iOS, Nokia S40 та Nokia S60 (Symbian).
В жовтні 2024 року WhatsApp представив функцію, яка дозволяє легко додавати та керувати контактами на різних пристроях. Відтепер з'явилася можливість додавати контакти безпосередньо до WhatsApp Web на комп’ютері з Windows та незабаром така можливість з'явиться на інших сумісних пристроях. Раніше така можливість була доступна лише на телефонах, де можна було додати контакт, використовуючи номер телефону або QR-код.

### WhatsApp Channels
В липні 2023 року корпорація Meta запустила WhatsApp Channels, Україна — серед перших 9 країн. Повідомляється, що відтепер українські користувачі матимуть змогу генерувати контент на перевіреному й простому майданчику, об’єднати український інформаційний простір, а також вийти на новий рівень комунікації держави, лідерів думок і медіа.
На початку травня 2024 року Мінцифра створила офіційний канал Дії у WhatsApp Channels. Згідно повідомлення Мінцифри, таке рішення з'явилося на фоні погроз стосовно блокування Telegram. Окрім Дії, з'явилися також офіційні канали міністра цифрової трансформації Михайла Федорова та самої Мінцифри. Призначення цих каналів – публікування офіційної інформації.

### WhatsApp Multi-account
В червні 2023 року розробники WhatsApp додали до свого месенджера ще одну корисну функцію. Тепер користувач може прив’язати відразу кілька облікових записів на одному пристрої. Нововведення перебуває на останньому етапі тестування і незабаром з’явиться в App Store та Google Play. Згідно з інформацією від бета-тестерів, управління обліковими записами відбувається в налаштуваннях програми. Зараз можна додати лише один додатковий профіль, хоча у майбутньому WhatsApp планує збільшити цей ліміт. Окрім функції мультиаккаунта, в одному з майбутніх апдейтів у WhatsApp з’явиться вбудована нейромережа для генерації стікерів та можливість закріплювати повідомлення в особистих листуваннях та чатах.

### WhatsApp та обмін контентом
З 4 грудня 2024 року у новій бета-версії WhatsApp для Android (2.24.25.20) з’явилася функція, яка суттєво спрощує обмін контентом. Додаток працює над можливістю безпосереднього надсилання повідомлень та файлів в інші платформи, такі як Instagram, Facebook, 𝕏 і Snapchat, без необхідності зберігати файли на телефоні. За інформацією WABetaInfo, під час вибору контенту, яким користувач планує поділитися, у нижній частині екрану з’явиться нова панель. Ця функція дозволить швидше зв’язуватися з Instagram та Facebook, адже створювати історії можна буде напряму з WhatsApp всього одним натисканням кнопки.

## Безпека
6 січня 2012 року невідомий хакер створив сайт, де можна було міняти статус будь-якого користувача WhatsApp, знаючи лише його номер телефону. Досить було перезапустити програму, щоб зміни застосувались. Згідно опису сайту, що виклав хакер, це була лише одна з багатьох проблем з безпекою в програмі. За кілька днів, 9 січня WhatsApp написав, що проблему вирішено, насправді ж єдине, що було зроблено — заблоковано IP-адресу сайту. У відповідь на це невдовзі з'явилась програма для Windows з такими ж функціями. Проблему остаточно було вирішено тільки тоді, коли WhatsApp додав перевірку активних сесій.
14 вересня 2012 року німецький сайт The H продемонстрував, як з допомогою WhatsAPI можна було отримати доступ до будь-якого акаунту WhatsApp Після цього репозиторій WhatsAPI на кілька днів перестав працювати і знову з'явився онлайн за кілька днів.
1 грудня 2014 року двоє 17-літніх підлітків, Indrajeet Bhuyan та Saurav Kar, продемонстрували вразливість в протоколі обміну повідомленнями WhatsApp, який дозволяв будь-кому віддалено зупиняти роботу програми, всього лише відправляючи певне повідомлення розміром 2 кБ. Щоб вирішити проблему, користувач, який отримував таке повідомлення, був вимушений видаляти чат і розпочинати новий. Це відбувалось через те, що поки чат з шкідливим повідомленням не було видалено, програма завершувалась при спробі його відкрити.
21 січня 2015 року WhatsApp запустив веб-клієнт, яким можна було користуватись з браузера. В ньому одразу ж знайшли дві проблеми з безпекою: баг із фото користувача і баг з синхронізацією фото.
2 березня 2016 року WhatsApp запустив функцію обміну документами, що дозволяв користувачам обмінюватись PDF-файлами зі своїми контактами. Функція автоматичного завантаження файлів, яка увімкнена за замовчуванням, викликала підозри щодо безпеки і могла викликати закриття програми.
В серпні 2018 року була виявлена уразливість в WhatsApp, яка дозволяла перехоплювати контроль над акаунтами користувачів, коли вони відповідали на вхідний відеодзвінок.
У лютому 2019 року, в месенджері WhatsApp з'явилася додаткова система захисту для власників пристроїв компанії Apple. Розблокувати месенджер можна, використовуючи Touch ID або Face ID.
У 2020 році керівництву Організації об'єднаних націй (ООН) рекомендували не використовувати додаток WhatsApp для робочих листувань.
У 2020 році влада Німеччини звинуватила месенджер WhatsApp в передачі метаданих користувачів соціальної мережі Facebook, яка є материнською компанією. У травні 2021 року уповноважений Гамбурга із захисту персональних даних і свободи інформації Йоханнес Каспар заборонив месенджеру WhatsApp збирати дані користувачів.
В червні 2023 року, компанія ESET виявила оновлену версію шпигунського ПЗ GravityRAT для Android, яка здатна перехоплювати резервні копії WhatsApp та отримувати команди для видалення файлів. Крім того, загроза здатна перехоплювати журнали викликів, список контактів, SMS-повідомлення, місцезнаходження пристрою, загальну інформацію про пристрій та файли зі спеціальними розширеннями для зображень, а також фотографії та документи.
На початку 2025 року, компанія Meta Platforms Inc., яка є власником WhatsApp, виявила кампанію кібершпигунства, спрямовану проти приблизно 90 журналістів та активістів у близько 20 країнах. Атака була здійснена за допомогою шпигунського ПЗ ізраїльської компанії Paragon Solutions. Зловмисники використовували метод «нульового кліку», що означає, що для зараження пристрою користувачеві не потрібно було виконувати жодних дій, достатньо було отримати шкідливий файл. За даними Meta, інфікування відбувалося через надсилання шкідливих PDF-файлів у групових чатах WhatsApp.

## Приватність
Головні проблеми месенджера було висвітлено у спільному державному розслідуванні Канади та Данії. Головним питанням, яке розглядалось у розслідуванні, було те, що програма завантажує телефонну книгу на сервери WhatsApp. Це робиться для того, щоб було зрозуміло, хто з контактів є користувачами месенджера, а хто — ні. Це зручний спосіб пошуку серед контактів, а для швидкості роботи вся телефонна книга зберігається і оновлюється у режимі реального часу Як стверджує месенджер, на серверах зберігається тільки список номерів телефонів без додаткової інформації (імена, дати народження, додаткові відомості).
8 жовтня 2013 року сайт програми було зламано невідомими хакерами з Палестини. На сайті було розміщено інформацію про спірний статус палестинських земель. Окрім сайту WhatsApp, постраждали сторінки AVG та Avira.
У листопаді 2014 року в програмі з'явилась функція звітів про читання, яка надсилає користувачеві звіт про те, що надіслане повідомлення було відкрито отримувачем. Вже за тиждень вийшло оновлення програми, в якому цю функцію можна було відключити, щоб статус повідомлень ніколи не мінявся на «прочитано».
У лютому 2015 року студент Данського університету Maikel Zweerink виклав у вільний доступ програму, яка дозволяла слідкувати за зміною статусів користувачів, бачити оновлення їхніх фото профілю, налаштувань безпеки, а також бачити статуси повідомлень незалежно від того, які налаштування вказав користувач.
У липні 2017 року експерти правозахисної некомерційної організації Electronic Frontier Foundation склали рейтинг компаній, який враховує рівень захисту користувачів від влади. У рейтингу опинилося 26 американських технологічних компаній. Серед компаній, що найгірше зберігають приватність, опинилася WhatsApp. Оцінка учасників проводилася на підставі низки критеріїв, серед яких прозорість взаємодії компаній з державою, заборона на передавання особистих даних третім особам, перевірка на легальність NSL-запитів і відстоювання змін у «секції 702» закону FISA, який дозволяє повсюдне стеження за користувачами як усередині країни, так і за її межами.
У 2021 році політику конфіденційності довелося оновити після того як ірландський регулятор виписав штраф компанії на суму €225 млн. Відтепер в політиці детальніше прописано те, як саме WhatsApp збирає й використовує дані користувачів та коли вони видаляються. Водночас компанія розписала правові основи обробки інформації.
У жовтні 2023 року, згідно повідомлення WABetaInfo, месенджер WhatsApp розпочав тестування блокування чатів паролем. Згідно з джерелом, нововведення було виявлено у свіжій бета-версії WhatsApp 2.23.21.8 для Android. Раніше месенджер уже дозволив захищати окремі чати нативним блокуванням самого смартфона, тобто паролем блокування екрана або біометрією. Тепер же захист буде посилено. Нова версія WhatsApp пропонує додати власний код-пароль для заблокованих чатів. Це абсолютно новий рівень безпеки листування: тепер його не зможе прочитати навіть той, хто має доступ до самого смартфона. Окрім того, користувачі Android тепер в змозі розблокувати WhatsApp без пароля, просто використовуючи один зі своїх ключів доступу (автентифікацію по обличчю, відбиток пальця або PIN-код).
У листопаді 2023 року, у новій бета-версії месенджера WhatsApp 2.23.23.77 для iOS з'явилася можливість авторизації користувачів за допомогою електронної пошти замість використання стільникового зв'язку. Для цього потрібно попередньо зв'язати адресу електронної пошти зі своїм обліковим записом. При цьому вказано, що пошта використовується виключно для авторизації та не помітна іншим користувачам.
У серпні 2024 року команда WhatsApp вдосконалила функції конфіденційності користувачів месенджера. А саме, у новій бета-версії WhatsApp для Android з'явилися новинки, які можуть змінити підхід до захисту приватності, насамперед від спамерів і шахраїв. Користувачі тепер матимуть  можливість приховати свій номер телефону від усіх контактів і використовувати унікальний юзернейм, подібно до того, як це реалізовано в Telegram. Однак WhatsApp пішов ще далі, додавши можливість захисту юзернейма за допомогою PIN-коду.
У квітні 2025 року WhatsApp зробив чати ще більш захищеними, зокрема здійснено запуск нової функції Advanced Chat Privacy, яка забороняє експортування чатів, автоматичне завантаження контенту і надсилання даних у ШІ від Meta Platforms.

## Поширення
Станом на початок травня 2025 року, згідно повідомлення TechCrunch, WhatsApp щомісяця використовували понад 3 млрд користувачів. Це зробило його другим додатком у світі після Facebook, який перетнув цю позначку раніше. Для порівняння, у 2020 році WhatsApp мав 2 млрд активних користувачів на місяць.

### Популярність в Україні
Найпопулярнішим месенджером в Україні у 2020 року був Viber, яким користувалися 99 % користувачів смартфонів у віці від 13 до 55 років, далі йшов Facebook Messenger і Telegram; WhatsApp та Skype поступово втрачають користувачів, ними користуються менше половини користувачів.

## Збої в роботі

### 2021
4 жовтня по всьому світу стався найбільший збій в роботі соціальних мереж та інших платформ. Зокрема, не працювали Facebook, Instagram, WhatsАpp і Netflix.

### 2024
9 листопада, як повідомив ресурс Android Authority, останнє оновлення бета-версії 2.24.24.5 WhatsApp призвело до серйозного збою, через який застосунок ставав непридатним для використання і показував «зелений екран».
11 грудня, як повідомив портал DownDetector, користувачі застосунків, соцмереж і месенджерів компанії Meta Platforms, зокрема месенджері WhatsApp, спостерігали збій у їхній роботі. Проблеми спостерігалися у роботі як вебсайтів соцмереж, так і застосунків.

### 2025
12 квітня, близько 15:00 (за київським часом), у роботі WhatsApp стався глобальний збій. За даними порталу DownDetector, близько 88 % скарг користувачів стосувалися проблем під час надсилання повідомлень через месенджер, 10 % скарг стосувалися проблем із самою програмою, решта 2 % користувачів повідомили, що зіткнулися з проблемами входу у WhatsApp. В Індії, США та інших частинах світу користувачі вказували на проблеми з програмою та надсиланням повідомлень.

## Блокування
Блокування месенджера WhatsАpp розподіляють на зовнішні та власні (внутрішні). До зовнішнього блокування відносяться спроби блокування месенджера, наприклад, владою конкретної країни. До внутрішнього блокування відноситься блокування як самого месенджера, так і блокування акаунту, що може здійснюватися безпосередньо компанією WhatsApp.

### Зовнішні блокування

#### 2024
Станом на 9 квітня, WhatsApp продовжував бути забороненим в наступних країнах: Гвінея, Ірані, Катарі, Китаї, М'янмі, ОАЕ, Омані, КНДР, Туркменістані.
На початку серпня 2024 року, з повідомлень низки ЗМІ стало відомо, що в Росії вже восени поточного року WhatsApp можуть заборонити. Наприкінці 2024 року погрози про можливе блокування месенджера WhatsApp в Росії — продовжилися.

## Судові процеси

### Facebook проти NSO Group
29 жовтня 2019 року, компанія Facebook в штаті Каліфорнія (США) подала судовий позов до ізраїльської компанії NSO Group Technologies, звинувативши її у використанні WhatsApp для стеження за користувачами. Через додаток WhatsApp було застосоване програмне забезпечення (ПЗ) Pegasus, розроблене NSO Group для стеження за офіційними особами не менше 20 країн.
1 березня 2024 року, згідно повідомлення видання The Guardian, суд США постановив, що NSO Group, ізраїльський розробник шпигунського ПЗ, повинен надати код свого програмного продукту Pegasus — компанії WhatsApp. Це рішення стало кульмінацією судового процесу, що розпочався у 2019 році після того, як NSO Group була звинувачена у використанні Pegasus для шпигунства за 1400 користувачами месенджера. Представник WhatsApp, в свою чергу наголосив, що такі рішення мають захищати права користувачів та притягати до відповідальності шпигунські компанії.

## Цікаві факти
- В грудні 2015 року в Бразилії після декількох спроб отримати дані про злочинця, державні служби заблокували на одну добу користування WhatsApp. Через це 5 млн бразильців за кілька днів зареєструвались у одному з конкурентів програми — Telegram[106][107][108].
- Програму створив Ян Кум, американський програміст українського походження[109].
- Інтерфейс програми та дизайн сайту розробляє дизайн-студія з Дніпра[110].
- Засновник месенджера Telegram Павло Дуров час від часу жартує над Яном Кумом і його програмою. Зокрема, в статті «Як передбачати нові функції в WhatsApp[111]», Дуров запропонував слідкувати за новинками в Telegram, а вже за кілька місяців очікувати цих же функцій у WhatsApp.
- 8 березня 2024 року, за повідомленням BBC, суд провінції Пенджаб у Пакистані засудив 22-річного студента до смертної кари за звинуваченням у богохульстві через повідомлення в месенджері WhatsApp[112][113].